# Monnaie étrusque
La civilisation étrusque a produit des monnaies, étudiées par l'archéologie et la numismatique depuis l'époque de la Renaissance.

## Histoire
La Renaissance a vu la  redécouverte de la civilisation étrusque et  depuis cette période la monnaie étrusque a fait l'objet de diverses études mais les descriptions des monnaies et les attributions n'ont pas permis d'élaborer une véritable synthèse sur la question du système monétaire de cette civilisation, tandis que depuis la fin du XXe siècle, de nombreux chercheurs explorent cette problématique.
Le fondateur de la numismatique moderne du monde classique, le jésuite Joseph Hilarius Eckhel, a identifié la monnaie de Populonia, puis celle de Volaterrae, mais a amplifié la confusion générale en attribuant le statère d'or de Koson à la monnaie de Cosa et les monnaies de l'Élide (avec les lettres F-A dans le champ) aux Falisques.

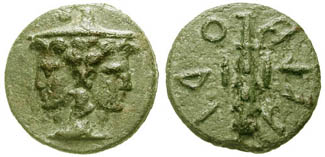
Æs grave Dupondius (tête de Culsans au recto et légende FELA-ODI [Velathri] au verso, 257 g). -230/-220, Volaterrae.

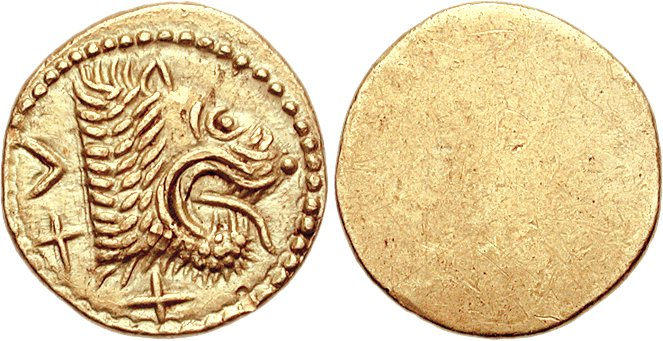
Pièce en or de 25 as (recto et verso, 1,40 g). Deuxième guerre punique (vers -211 / -206). Tête de lion, X-XV Populonia.

James Millingena identifié les émissions étrusques d'æs grave comme parallèles à celles de la monnaie ombrienne et romaine, mais a considéré comme archaïques les premières émissions à la frappe au marteau de Populonia sur la base de considérations stylistiques et des modèles utilisés. Il admettait que la ville ait été fondée par des colons provenant de Phocée en Ionie, et que les monnaies en or comme la protomé léonine fussent d'origine phocéenne.
Francesco Carelli a catalogué correctement les monnaies de Populonia mais a attribué celles en bronze de Vetulonia à la ville de Télamon.
Sur le travail concernant l'histoire de la monnaie romaine, Theodor Mommsen partant d’exemples de monnaies frappées du temps de Solon à Athènes, a fait une analyse métrologique sur le sujet et a daté la production de la monnaie de Populonia comme remontant au début de la moitié du VIe siècle av. J.-C. :

« Pour trouver le prototype des monnaies étrusques d'argent nous devrons remonter aux anciennes pièces gréco-asiatiques frappées d'un seul côté et par conséquent à une époque très reculée. En effet, l'ancienne monnaie frappée à Athènes, l'an 160 de Rome (595 av. J.-C.) du temps de Solon, a pu être imitée de fort bonne heure à Populonia, à qui les mines de fer de l’Étrurie avaient depuis un temps immémorial ouvert des rapports commerciaux avec la Grèce. »

— Mommsen, édition française, p. 217.

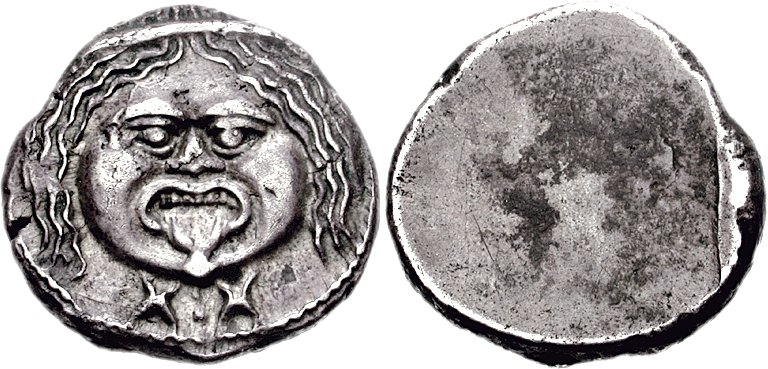
Pièce en argent de 20 as (recto et verso, 8,30 g) 211 av. J.-C., tête dite de Metus - XX Populonia.

Gian Francesco Gamurrini a écrit une étude sur le matériel alors disponible ; il a suivi la datation de Mommsen mais a noté des similitudes entre la litrae de Populonia et la monnaie de Syracuse concernant les monnaies en argent et a mis en évidence les similitudes entre les signes de valeur entre les monnaies en bronze étrusques et romaines. Il a été le premier à publier les contenus du trésor avec les types de Volterra (IGCH 1875) ainsi que d'autres découvertes.
Wilhelm Paul Corssen a  interprété
correctement la majeure partie des monnaies étrusques dans leur attribution généralement admise. Wilhelm Deecke a catalogué les diverses émissions monétaires étrusques à partir majoritairement des pièces disponibles à Florence, Londres et Paris en leur attribuant une datation traditionnelle avec l'annotation d'un catalogue de découvertes.
Friedrich Hultscha identifié le standard du scrupulum utilisé pour les premières monnaies en argent de 11,38 grammes et a conforté Mommsen dans ses opinions sur l'origine babylonienne en datant les monnaies du Ve siècle av. J.-C. Il a fait aussi un parallèle entre la théorie de Pline qui date le premier denier de 269 av. J.-C. et le Statère en argent de 20 litrae selon le pied de monnaie attique qu'il a appelé doppio denario.
Raffaele Garrucci a été  le premier à rédiger un catalogue des monnaies étrusques, romaines et grecques d'Italie dans un processus scientifiquement moderne avec des informations sur les découvertes et sur les trésors. Sa chronologie rejoint celle de Mommsen et de Hultsch, mais récuse les parallèles avec les monnaies romaines.
Isidoro Falchi (1838 - 1914), dans un travail publié en 1891 a fourni un catalogue des monnaies de Vetulonia de bonne facture mais a fait  quelques erreurs dans l'attribution de certaines pièces en argent de Populonia ; il a adopté la chronologie de Mommsen ainsi que les parallèles avec la monnaie romaine.
Le travail d’Arthur Sambon publié en 1903 était plus complet que celui de Garrucci. Sambon a cherché à inclure tous les types de monnaies connues et date le début de la monétisation étrusque du milieu du Ve siècle av. J.-C. sur la base du style et des pieds monétaire employés. Il estimait que les Étrusques avaient des origines persiques.
Barclay Vincent Head dans Historia Numorum a fixé le début de la monnaie locale au Ve siècle av. J.-C. et celle en or de Velzna vers  -300 - 265 av. J.-C. Selon lui, avant 350 av. J.-C., le standard utilisé était le euboico - siracusano de la litra suivi d'abord par un standard de l/2-litrae et ensuite  au IIIe siècle av. J.-C. par un standard de 2 scrupoli et enfin par un standard de 1 scrupulum et de son équivalent en bronze.
La même année, Etienne Kovacs a scindé nettement la production  de monnaie à partir de bases métrologiques en six périodes allant de -500 à 200 av. J.-C. en se conformant aux thèses de Mommsen, Hultsch et Sambon, et soutenant l'origine asiatique du standard de poids.
En 1926 Secondina Cesanoa organisé et daté les séries selon des probabilités historiques, aux guerres contre les Gaulois et les Romains du Ve au IIIe siècle av. J.-C.. La même année, le révérend Edward Allen Sydenham a mis en évidence une imitation « naturelle » des Romains par les Étrusques. Par conséquent il a daté l'argent étrusque antérieurement à 271 av. J.-C. et l'aes grave  dans la période -275 - -268.
En 1928, Walther Giesecke attribua les premières monnaies d'argent de l'Étrurie méridionale, basées sur un pied de un scrupolum, au Ve siècle av. J.-C. Il  a daté les monnaies avec la  protomé léonine à après 450 av. J.-C. en les rapprochant du standard de la litrae syracusaine et les statères de Populonia de 10 litrae de pied attique au IVe siècle av. J.-C. et celles de 20 litrae au IIIe siècle av. J.-C. sous l'influence romaine.
Harold Mattingly soutient que le statère de Populonia de 20 unités a été frappé selon le pied du denier. Dans la seconde édition, après la révolution, quand la date de la première frappe de la monnaie fut abaissée, il a omis les références aux monnaies de Populonia. Par la suite il a attribué les séries étrusques d'argent « légères » à la deuxième guerre punique (-218 - -201), une période nettement inférieure à celle attribuée à l'introduction du denier, qu'il avait établie en l'an 187 av. J.-C.
Massimo Pallottinoa  publié le recueil de toutes les inscriptions étrusques connues comprenant celles trouvées sur les monnaies et les a datées entre Ve et le début du  IIIe siècle av. J.-C. à partir de considérations stylistiques.
Rudi Thomsen dans ses études fondamentales sur le début de la monnaie romaine, a situé la monnaie étrusque dans un contexte chronologique logique parallèle à la monnaie romaine et a daté l'introduction de la monnaie de 311 av. J.-C. sur la base des évidences démontrées par les fouilles de Morgantina.
Gilbert Kenneth Jenkins a publié deux travaux sur l'argument bien documentés et a affirmé ce qui suit :

« La datation des monnaies étrusques est très difficile...  et il ne semble pas y avoir une évidence valide pour établir une chronologie »

— Jenkins, 1955
Jenkins a indiqué que la série de Populonia de valeur de X et XX unités reflétait sûrement le cours du bronze de l'Italie centrale. Il trouva que les bronzes étrusques « pouvaient être datés avec certaines tolérances ... eurent des réductions de la norme tientale à celle sextantale », mais trouva qu'il était pratiquement impossible que l'argent et le bronze puissent avoir cours simultanément à cause de leur style trop différent. Par la suite Jenkins a  confirmé la datation précédente des monnaies de X unités, mais a réfuté l'hypothèse de Laura Breglia qui parlait d'un standard pondéral asiatique et celles de Walther Giesecke d’un pied basé sur la litrae d'origine de la Chalcidique, optant pour un standard basé sur le scrupulum et le double-scrupulum pour l'Étrurie intérieure.
Pendant les  années 1960 et 1970 l'école dite plinienne guidée par Francesco Panvini Rosati a été très active. À partir de divers travaux, elle a mis à mal les datations et les attributions traditionnelles. En 1969 le premier volume des Sylloge Nummorum Graecorum a été publié par l'American Numismatic Society. Ce volume incluait les images des monnaies étrusques de la propriété de la société qui devinrent les références standard pour les monnaies étrusques.
En 1976, est publiée l'essai Contributi Introduttivi allo Studio della Monetazione Etrusca (connu sous le nom de CISME), comportant de nombreux articles d'éminents chercheurs et numismates parmi lesquels : Colin Kraay, Massimo Pallottino, Giovanni Colonna, Francesco Panvini Rosati, Sara Sorda, Laura Breglia, Mauro Cristofani, Patrizia Serafin Petrillo, Fiorenzo Catalli, Maria Paola Baglione, Luciano Camilli, Tony Hackens, Patrick Marchetti, Jacques Heurgon, Ingrid Krauskopf, et Robert Sutton. Ce travail a été bien accueilli par les traditionalistes vu qu'il confirmait la théorie de Thomsen faisant le parallèle entre l'introduction du denier romain et l'émission du 20 as au motif du Metus de Populonia.
Patrick Marchetti a porté la théorie de Thomsen à sa conclusion logique en démontrant la relation métrologique entre les quatre principales monnaies étrusques avec les signes de valeur de l'æs grave de Rome.
Enfin, Patrizia Petrillo Serafin a produit la première étude sur les séquences des coins de la numismatique étrusque et a publié de nouveau les données du trésor de Populonia de 1939. Marchettia publié une étude plus  générale de la période, dans laquelle il a confirmé les théories déjà émises dans le recueil du CISME sur la métrologie étrusque. Marchetti fut néanmoins critiqué par Thomsen sur la pertinence de certaines interprétations sur les standards pondéraux employés pendant la revalidation du bronze romain. Thomsen se concentra sur le perfectionnement et la confirmation  de la datation des diverses phases de la revitalisation du bronze de l'æs grave librale au bronze oncial pendant le IIIe siècle av. J.-C.

### Le tournant des années 1980
En 1984 Fiorenzo Catalli a utilisé les incisions de Garrucci afin d'illustrer un catalogue des types classés selon une datation traditionnelle. L'année suivante le ministre des Biens culturels italien, Antonio Gullotti, proclama l'an 1985, année du Progetto Etruschi (« projet Étrusques ») et un grand nombre de travaux furent réalisés et diffusés sur la monnaie étrusque par des chercheurs de renommée comme Mauro Cristofani et Luigi Tondo. Des catalogues incomplets sur la monnaie étrusque à partir pour la plupart de matériel présent au Musée archéologique national furent établis.
Une étude d'Emilio Peruzzi sur l'utilisation du bronze dans l'économie pré-monétaire dans l'Italie centrale a été éditée la même année qui démontrait clairement la façon dont l'économie étrusque dans des périodes très éloignées était intégrée avec celle de Rome et de l'Italie centrale, sans prendre en compte les références à tendances anachroniques des auteurs classiques.
Toujours en 1985 Michael H. Crawford démontra que l'usage du bronze dans l'Italie centrale était très diffusé avant l'avènement de la monnaie. Il confirma la revitalisation du bronze à partir du piede librale à celui du sextant dans la période  de la deuxième guerre punique. Crawford data le début de la  frappe au marteau de l'argent au Ve siècle av. J.-C. à Vulci et au IVe siècle av. J.-C. à Populonia. Il affirma :

« ... qu'alors alors qu'elle avait déjà été adoptée par les polis grecques occidentales, pour tous les usages pratiques, la monnaie n'a été adoptée en Étrurie que trois siècles plus tard »

— Michael H. Crawford
Toujours la même année, Nicola F. Parise a mis en relation les monnaies (piede monetario) attiques avec celles de Syracuse des Ve et  IVe siècles av. J.-C.  et a repris pour les premières monnaies en argent l'hypothèse d'une origine archaïque asiatique. Même dans le catalogue des monnaies grecques  de la Antikenmuseum und Sammlung Ludwig in Basel, de nombreux exemplaires jamais publiés furent datés en parallèle avec la métrologie romaine.
La même année  Francesco Panvini Rosati, faisant la synthèse de 80 ans de recherches sur la circulation des monnaies grecques en Étrurie et en associant ce matériel aux découvertes de Pristina arriva à la conclusion que la monnaie en Étrurie datait du Ve siècle av. J.-C.
Mauro Cristofani soutient que peu d'informations pertinentes avaient été publiées depuis le congrès CISME de Naples sur l'Étrurie. Il data les origines de la monnaie étrusque à Ve siècle av. J.-C. en attribuant l'émission successive de l'image de la Gorgone (Metus) de 20 as à la dernière partie du IVe siècle av. J.-C.
Le catalogue de Fiorenzo Catalli, bien illustré, résume utilement les recherches numismatiques depuis Pétrarque jusqu'à la publication, en précisant que la première description des monnaies étrusques a été réalisée par Pier Francesco Giambullari  dans  Il Gello. Catalli répertorie 97 types de monnaies étrusques en les datant à partir du Ve siècle av. J.-C.
Stefano Bruni, dans un article se référant aux trouvailles de monnaies associées à des objets, fixa la date des monnaies en bronze de Populonia à la fin du IVe siècle av. J.-C.
Claudia Tesei a réalisé un catalogue très utile des trouvailles de monnaie étrusque.
Vicari  a écrit un catalogue général des monnaies étrusques en répertoriant  251 types. Néanmoins le catalogue ne comporte aucune illustration et s'inspire de travaux antérieurs sans tenir compte de l'identité des pièces, des erreurs et répétitions. Toutefois des graphiques confirment les pieds utilisés et des cartographies indiquent les lieux des provenances.
Giuseppe Amisano, dans une publication à caractère généraliste inclut la monnaie étrusque en lui attribuant comme origine env. 550 av. J.-C. La chronologie ignore la contribution des Grecs de la Grande-Grèce et attribue aux Étrusques l'introduction de la monnaie en Italie. Dans ce travail les sources classiques sont la référence et l'auteur donne crédit à la provenance des Étrusques depuis la Lydie, origine soutenue par Hérodote, ainsi que l'invention de la monnaie en Lydie.
En 2001, est publié le premier volume de la nouvelle Historia Numorum (HN Italy), un excursus général réalisé par un groupe sous la direction de N.K. Rutter. Des éminents numismates comme Andrew Burnett, Crawford, Johnston et Martin Jessop Price ont pris part au projet. Le texte répertorie et date les types généraux avec le catalogue des découvertes les plus récentes sur la monnaie grecque en Italie comprenant aussi les pièces coulées et frappées en Étrurie, Ombrie ainsi que dans l'Italie nord-orientale et centrale.
En 2001 Sandra Della Giovampaola, Paola Bittarelli et Margherita Bergamini ont publié la collection Emilio Bonci Casuccini di Siena, avec l'identification des monnaies.
En 2004, Roberto Melillo a publié un compte-rendu très fourni du système monétaire de Populonia.
En 2003 Rita Parente publia la Sylloge Nummorum Graecorum, SNG Paris 6, 1. Il s'agit de l'un des travaux des plus aboutis quant à la datation des monnaies étrusques et qui est devenu une référence standard dans la classification des monnaies.
Il faut aussi citer le travail d’Italo Vecchi  (ISBN 978-88-87235-76-0)

## Sources
- (it) Cet article est partiellement ou en totalité issu de l’article de Wikipédia en italien intitulé « Numismatica etrusca » (voir la liste des auteurs).

### Collections
- Sylloge Nummorum Graecorum - American Numismatic Society